# Anisacanthus andersonii
Anisacanthus andersonii är en akantusväxtart som beskrevs av T.F. Daniel. Anisacanthus andersonii ingår i släktet Anisacanthus och familjen akantusväxter. Inga underarter finns listade i Catalogue of Life.